# 獅子てんや・瀬戸わんや
獅子てんや・瀬戸わんや（しし てんや・せと わんや）、略称：てんやわんやは、戦後長きにわたり活躍した漫才コンビ。大柄のてんやが、小柄で額の禿げ上がったわんやをいびり、わんやがムキになって怒るスタイルで人気を博した。前職は警察官と市職員であり、二人とも地方公務員だった。

## 来歴・人物
内海突破の兄弟弟子同士で、1952年（昭和27年）コンビ結成。芸名の由来は獅子文六のベストセラー小説『てんやわんや』から。なお苗字の「獅子」は、獅子文六から借用、「瀬戸」は『てんやわんや』の舞台が瀬戸内地方だったことによると思われる。
無断借用された獅子文六は「獅子となのるのは乱暴だ」と思っていた。なお、のちの1967年ごろに、てんや・わんやの二人が、獅子文六の家に「無断借用のおわび」に来たことがあったという。
1952年、大塚駅前天祖神社の夏祭りで初舞台を踏み、ドサ回りで習練を積んだ。
1956年（昭和31年）1月、産経新聞社主催の「サンケイ漫才コンクール」にて国定忠治の出し物で一位、翌年の第1回NHK漫才コンクールにも「世界旅行をかえりみて」というネタで優勝し、並居る若手漫才の中で図抜ける。新作に取り組む姿勢は積極的で、その中から「ひよこと卵」「なんで行ったの」などの定番ネタが磨かれた。
1961年7月26日、牧野周一等とともに小樽を巡業中、自動車事故で、てんやは全治3週間の大怪我、わんやは全治2ヶ月の重傷を負った。
1963年、『大正テレビ寄席』の準レギュラーとして活躍。
1966年（昭和41年）から約14年間放送されたTBS『家族そろって歌合戦』の司会でも全国的人気を博した他、1967年（昭和42年）に第7回日本放送作家協会大衆芸能賞受賞、フジテレビ放送演芸大賞も二度受賞し、テレビ・ラジオで重宝がられる。
正月席などハレの場では、鼓・扇を持ち三河万歳を陽気に披露していた。「外れ」のない安定感は抜群で、下卑た話題を避け芸が綺麗なことから東京演芸界中とりわけ優等生的な地位に就き、関西のいとし・こいしと双璧とする評もあったが、コンビ時代の末期以降、仲は決して良くなかったとされる。地方公演の移動では、別行動をとり、宿泊では、てんやはホテルで洋室に、わんやは日本旅館に和室が常であった。
わんやが糖尿病など健康面に不安を抱えた1980年代中頃から、記憶力が落ちセリフや所作を誤ることが度々あった。ただコンビ仲が悪化するほどではなかったという。1987年（昭和62年）遂にわんやが脳梗塞で倒れ活動休止。臨時で拝啓介（美田夕刊）とコンビを組み、その後は「巷談」と称して舞台に立ったが間もなく辞めた。1993年わんやがそのまま復帰叶わず亡くなり、コンビも消滅した。
2009年には東京漫才の殿堂に選出される。

## メンバー
獅子 てんや（しし てんや、1924年〈大正13年〉6月25日 - 2014年頃）
東京府荏原郡平塚村（現・東京都品川区）下蛇窪生まれ、本名：佐々木 久雄（）。ボケ役。
1937年に高等小学校を中退し、東京市芝区三田（現・港区三田）の電機製品工場に就職。徴用で豊島区池袋の軍需工場に移り、1943年、19歳で海軍に応召。追浜・霞ケ浦の予科練で敗戦を迎える。間もなく警視庁に採用され、原宿警察署・丸の内警察署の巡査を経て、1950年の国家警察予備隊（自衛隊の前身）の発足とともに分隊長に昇進。しかし、柔道訓練中の怪我で療養中にラジオから流れる漫才に心奪われた。退院後、柳家金語楼や榎本健一に弟子入り志願をするが、断られ、当時人気絶頂の内海突破に警察手帳を示して1週間通い続け、根負けした師匠から弟子入りを許されたというが真偽は不明である。わんやの活動休止後、1990年、菩提寺で授戒、「徳菴宗光居士」と法名を得た。相方わんやの死後は芸能界から退き、妻の勧めで在家仏教協会に入会、講演活動を行った。漫才研究家の神保喜利彦が弟子の昭和のいるに取材した所、2014年頃に亡くなったとのことである。
瀬戸 わんや（せと わんや、1926年〈大正15年〉3月10日 - 1993年〈平成5年〉2月10日）
大阪府大阪市南区（現・中央区）生まれ、本名：妹尾 重夫（）。ツッコミ役。
1940年の高等小学校卒業後、大阪市港湾局で給仕をしつつ関西工業学校の夜学に通う。1943年に応召で繰上げ卒業。戦後、大阪市港湾局に土木技師として復職したが、1952年に漫才師を志し上京。職場の先輩にあたる内海突破に入門し、年上の弟弟子てんやとコンビを組む。1987年に糖尿病の悪化で事実上の引退。1993年脳梗塞で死去、66歳没。

## ギャグ
- 「たーまごの親じゃ、ピーヨコちゃんじゃ。ぴっぴっピーヨコちゃんじゃ、アヒルじゃがぁがぁ。」
- 「いーとこはーとこいとはとこ」
- 岡山のおばあちゃんネタ「何で行ったんだ」
- 「例えばだよ・・」

## 楽曲
- 『漫才人生/ぴよこちゃん』(EP)キングレコード 1967年 - 作詞作曲も担当したことになっている

## 映画
- 『女賭博師鉄火場破り』(1968年、大映)
- 『チョットだけョ全員集合!!』（1973年、松竹）

## CM
- ダイハツ・ハイゼット
- ハリカ
- 日東紡（断熱材）
- マルニ食品（ホルモン焼き）
- 三洋電機（洗濯機「手もみL」）※てんやのみ
- ミツウロコ「キャリコン」（カセットレンジ）

## テレビ

### バラエティ
- 大正テレビ寄席（1963年 - 1978年、NET → テレビ朝日） - 準レギュラー
- 家族そろって歌合戦（1966年 - 1980年、TBS / JNN各社） - 総合司会
- お笑いスター誕生!!（1980年 - 1986年、日本テレビ） - 審査員

### ドラマ
- 轟先生（1955年 - 1960年、日本テレビ）
- どうにかしてくれ（1959年、フジテレビ）
- でんでんバラエティー （1959年 - 1961年、中部日本放送）
- 黒い影は誰だ!（1960年、フジテレビ）
- ぼうふら紳士（1960年、フジテレビ）
- ジンタカ・パンチ!（1966年、TBS）
- 水戸黄門 第4部 第6話「越後血風録」 - 甲州商人（獅子てんや）、茶屋の親爺（瀬戸わんや）

## ラジオ
- てんや・わんやのしゃべあるき（TBSラジオ）
- てんや・わんやの「歌謡曲」（1970年代 - 1980年代前期、桑の実プロ制作、山形放送・ラジオ福島）

## 弟子
- 坂上二郎
- 昭和のいる・こいる
- 星セント

## 孫弟子
- B21スペシャル他

## パロディ
- 『オレたちひょうきん族』の「ひょうきんスター誕生」（『お笑いスター誕生!!』のパロディ）コーナーで、てんやわんやを模した「てん丼・わん丼」で漫才をした（ビートたけしがてん丼、片岡鶴太郎をわん丼）。これを基として、鶴太郎がリーダーを務めた「ピヨコ隊」が結成され、『ザ・ベストテン』のパロディ企画「ひょうきんベストテン」コーナーに登場。名物キャラクターになった。
- 『ダウンタウンのガキの使いやあらへんで!』の「絶対に笑ってはいけないスパイ24時」（番組総指揮の菅賢治がガースー・ブラック・ファルコンのひ孫役で登場）。